# Nemotaulius punctatolineatus
Nemotaulius punctatolineatus – gatunek chruścika z rodziny bagiennikowatych (Limnephilidae). Larwy budują płaskie domki z fragmentów detrytusu i roślin wodnych (podobne domki buduje także Glyphotaelius pellucidus).
W Europie występuje w Alpach, górach subalpejskich, na środkowych i zachodnich nizinach europejskich, w Skandynawii, ponadto na Syberii. Larwy spotykane w jeziorach i wodach słonawych (Botosaneanu i Malicky, 1978). Występuje w całej Polsce poza górami (Tomaszewski, 1965). Limnefil, preferuje strefę helofitów oraz małe jeziora i starorzecza.
Na Pojezierzu Mazurskim larwy złowione w kilku jeziorach, w helofitach, także w zbiorowisku osoki w litoralu zanikającym. Bardzo licznie w zanikającym jeziorku koło Pasymia. Spotykany w starorzeczach Doliny Narwi. W jez. Wigry spotykane rzadko, w gęsto zarośniętych zatokach.
W Finlandii gatunek raczej rzadki, występuje w jeziorach, stawach i zbiornikach okresowych. Złowiony w mezotroficznym jeziorze Lille-Jonsvann w Norwegii. W jeziorach Karelii larwy występowały wśród roślinności szuwarowej, w lambinach (niewielkie, trwałe zbiorniki), rzekach, rzeczkach, kanałach, torfowiskach i zbiornikach okresowych. Rzadki w jeziorach Łotwy i Estonii, w słaboeutroficznych, eutroficznych i eutroficzno-dystroficznych.